# Anton Michl
Anton Michl, auch Michel, (* 2. April 1753 in Ebersberg; † 12. März 1813 in Landshut) war ein deutscher katholischer Theologe. Michl war Professor für kanonisches Recht und Kirchengeschichte an der Universität Ingolstadt und der Universität Landshut.

## Leben
Michl studierte zunächst Theologie am Lyzeum in Freising und erhielt die Priesterweihe. Von 1776 bis 1779 studierte er Rechtswissenschaften und Kirchengeschichte an der Universität Ingolstadt. Nach Beendigung des Studiums erhielt er den philosophischen Doktorgrad und das juristische Lizenziat.
Michl wurde Erzieher des Freiherren von Welden, einem Neffen des Fürstbischofs von Freising Ludwig Joseph von Welden, der ihn auch zum Domkaplan ernannte. 1784 übernahm er als Direktor die Leitung des Alumnats in Freising und war Erzieher bei dem Grafen von Lösch in Burghausen. 1791 wurde Michl Pfarrer in Randelsried, wo er in einer Nacht im Juni 1799 überfallen, misshandelt und ausgeraubt wurde. Im November 1799 folgte er dem Ruf als Professor des kanonischen Rechts und der Kirchengeschichte an die Universität Ingolstadt und erhielt im Dezember 1799 von der juristischen und theologischen Fakultät der Ingolstädter Universität die Doktorwürde. Als solcher wechselte er, mit der Verlegung der Universität im Jahre 1800, an die Universität Landshut.
Im April 1802 erhielt Michl anstatt einer Gehaltszulage die Pfarre Oberglaim unter gleichzeitiger Einziehung von 600 Gulden seines Einkommens, eine vom Kurfürsten von Bayern zur Verleihung an einen weltgeistlichen Professor bestimmte Dominikanerpfarrei. Bereits im Dezember 1802 gestattete man ihm den Verzicht gegen 800 Gulden jährlicher Zulage. Für seine Verdienste erhielt er den Titel eines königlich bayerischen geistlichen Rates. Anton Michl starb am 12. März 1813, im Alter von 59 Jahren, in Landshut an Brustwassersucht. Er gehörte seit 1778 unter den Namen Timon und Solon dem Illuminatenorden an und war seit 1782 Mitglied der Freimaurerloge Augusta zu den drei Kronen in Freising, wo Michl den Meistergrad erwarb.
Anton Michl hinterließ zahlreiche Schriften. Sein Werk Predigten für das gemeine Volk erschien von 1782 bis 1788 in drei Teilen. Die Erklärung der sonntäglichen Evangelien etc. wurde 1790 in zwei Teilen und die Gelegenheitliche Festpredigten 1795 veröffentlicht. Seine Christliche Kirchengeschichte erschien 1807 in zwei Bänden und wurde bereits 1812 in zweiter Auflage gedruckt. Das Kirchenrecht für Katholiken und Protestanten, mit Hinsicht auf den Code Napoléon und die baierischen Landesgesetze veröffentlichte er 1809. Es wurde 1816 von Georg Friedrich Wiedemann neu herausgegeben.

## Veröffentlichungen (Auswahl)
- Klagelied eines Baierischen Jeremias auf die Charwoche. 1776. (Digitalisat.)
- Von der Macht der Bischöfe in Ehesachen, besonders in Deutschland. Zur Beleuchtung der neuen kaiserl. königlichen Verordnung über diesen Punkt. Frankfurt / Leipzig 1782. (Digitalisat.)
- Predigten für das gemeine Volk. München 1782–1788.
- Erklärung der festtäglichen Evangelien in kurzen Predigten für das Landvolk. München 1790.
- Gelegenheitliche Festpredigten zum Gebrauche der Landgeistlichen. München 1795.
- Christliche Kirchengeschichte. München 1807.
- Kirchenrecht für Katholiken und Protestanten: mit Hinsicht auf den Code Napoleon u. die baierischen Landesgesetze. München 1809.